# 設標船

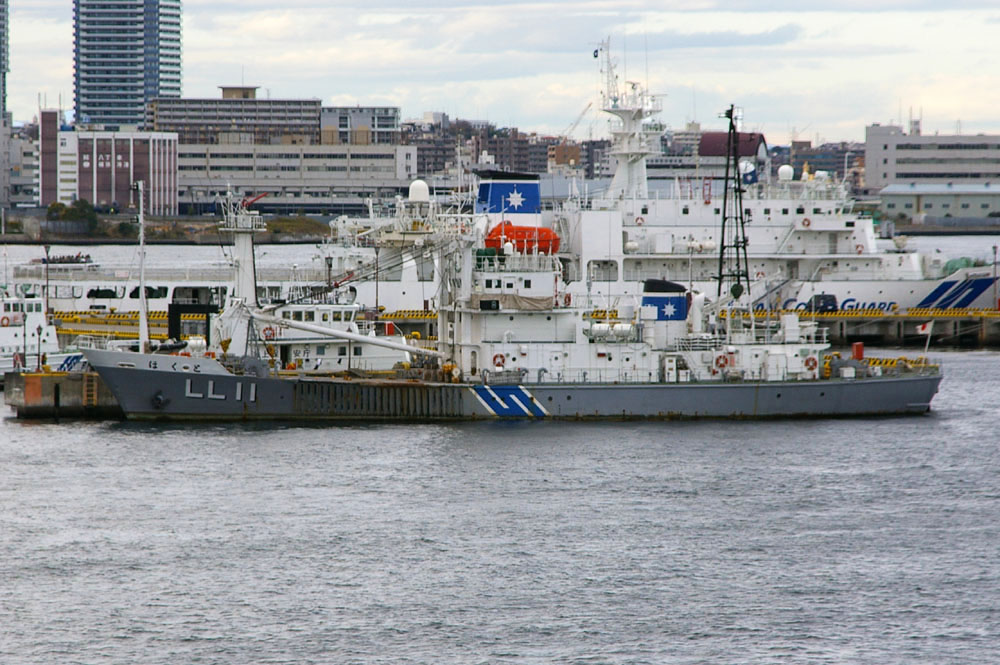
海上保安庁第三管区 設標船 LL11「ほくと」

設標船（せつひょうせん、英語: Buoy tender）とは、主に各国の沿岸警備隊またはそれに準ずる航路確保を担当する組織（日本においては海上保安庁）に所属している船舶で、灯浮標など航路標識の設置や回収を主な任務とするものである。なお、日本においては排水量500トン未満のものは灯台見回り船と呼ばれる。
設置作業は灯浮標などを海面に浮かべるだけでなく、コンクリート製のアンカーと鎖で繋ぐ作業や GPS などでの正確な測位なども含まれる。灯浮標などの航路標識は、鎖の摩耗による破断を防ぎ、かき殻や錆を取り除くため、日本では2年に1度の割合で交換される。
日本ではかつて海上保安庁が保有していたが、2012年3月末に海上保安庁の最後の設標船「ぎんが」が解役となり、以後、日本国内の設標船の業務は民間企業に委託されている。